# Labeobarbus compiniei
Labeobarbus compiniei är en fiskart som först beskrevs av Sauvage, 1879.  Labeobarbus compiniei ingår i släktet Labeobarbus och familjen karpfiskar. IUCN kategoriserar arten globalt som livskraftig. Inga underarter finns listade i Catalogue of Life.